# Мавлянов, Абдырахман Субанкулович
Абдырахман Субанкулович Мавлянов (кирг. Абдырахман Субанкулович Мавлянов; 13 сентября 1947 — 22 июля 2020) — киргизский учёный, доктор технических наук, профессор, член-корреспондент Национальной академии наук Кыргызской Республики, академик Кыргызской инженерной академии.

## Биография
Родился в 1947 году в Жалалабадской области Жаны-Жолском (ныне Аксыйском) районе. До 1961 года учился в успеновской (Жергетальской) средней школе. В 1965 году окончил Фрунзенский автодорожный техникум (ныне — Бишкекский автомобильно-дорожный колледж имени К. Кольбаева). В 1971 году окончил Ленинградский инженерно-строительный институт, а в 1975 году окончил аспирантуру этого же института. В 1979 году защитил кандидатскую диссертацию в Ленинграде. В 1992 году решением ВАКа присвоено звание профессора.
- 1965—1966 гг. — инженер ДЭУ № 12 (Жаны-Жольский (Аксыйский) район) Минавтошосдора Киргизской ССР
- 1971—1975 гг. — ст. лаборант, преподаватель Фрунзенского политехнического института
- 1979—1981 гг. — старший преподаватель, доцент Фрунзенского политехнического института
- 1981—1990 гг. — заведующий кафедрой «Производство строительных материалов и изделий» Фрунзенского политехнического института
- 1990—1991 гг. — директор Ошского филиала Фрунзенского политехнического института, который был преобразован в 1991 году в Высший технологический колледж
- 1991—1993 гг. — проректор Ошского Высшего технологического колледжа
- 1993 год — руководитель рабочей группы по созданию Жалал-Абадского государственного университета
- 1994 год — заместитель декана Кыргызско-Американского факультета КГУ
- 1995—2012 гг. — ректор Бишкекской финансово-экономической академии
- 2001—2006 гг., 2011 — до конца жизни — член коллегии Министерства образования и науки КР
- 2012 (октябрь) — 2013 гг. — Президент Бишкекской финансово-экономической академии
- 2010 (январь) — до конца жизни — председатель Совета Ассоциации выпускников российских вузов
- 2013 (июнь) — до конца жизни — председатель Высшей аттестационной комиссии КР

Скончался 22 июля 2020 года, похоронен на Ала-Арчинском кладбище.

## Награды
- Почётная грамота Кыргызской Республики (2005)
- Заслуженный работник образования Кыргызской Республики (1997)
- Отличник образования (1994)
- Медаль «Даңк» (2011)
- Почётная грамота Правительственной комиссии по делам соотечественников за рубежом (2011)[3]

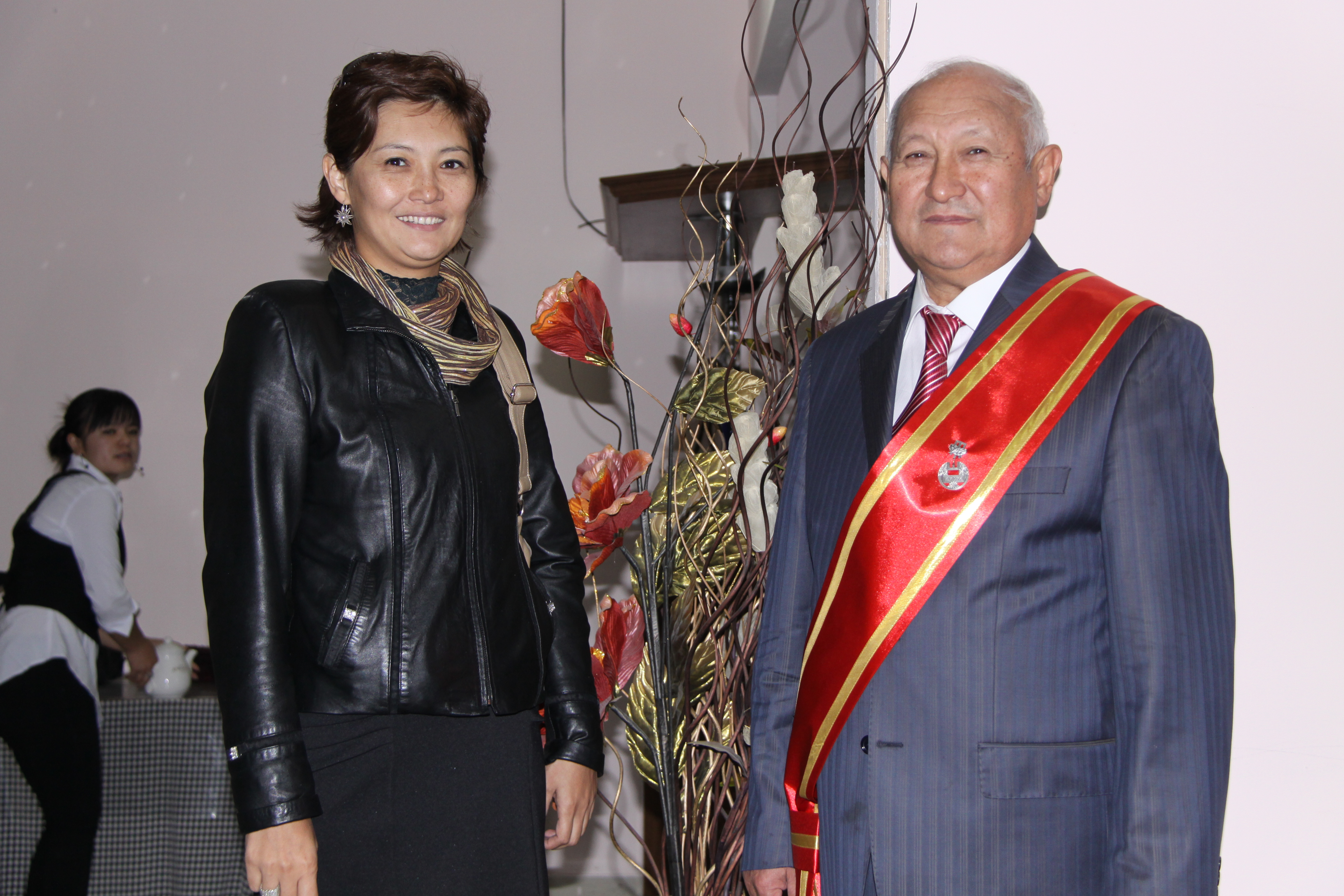

## Научные труды
Автор более 100 научных трудов, в том числе 2 изобретений и 2 монографий:
- Моделирование и оптимизация свойств композиционных строительных материалов: Учебное пособие / А. А. Абдыкалыков, В. А. Вознесенский, А. С. Мавлянов, Т. В. Ляшенко. Фрунзе: Фрунзенский политехнический институт, 1988.
- Строительные материалы с использованием попутных продуктов промышленности республики: Сборник научных трудов / Фрунзе: Фрунзенский политехнический институт, 1990.
- Крупноформатная керамика: Совершенствование производства стеновых материалов с целью индустриализации строительства и повышения сейсмостойкости зданий / Фрунзе: Фрунзенский политехнический институт, Кыргызстан, 1991.

## Стажировки
- 1982—1983 гг. — стажировка в течение года в Римском университете (Италия)
- 1994 (август-декабрь) — стажировка в течение одного семестра в университете Небраска — Линкольн США
- 2006 (сентябрь) — 2007 (июнь) — стипендиат программы ФУЛБРАЙТ в Технологическом университете Нью-Джерси, США

## Семейное положение
Был женат, отец троих детей.